# Nemognatha proboscidea
Nemognatha proboscidea – gatunek chrząszcza z rodziny oleicowatych.

## Występowanie
Gatunek ten jest endemitem Madagaskaru. Znaleziony został między innymi w Bezà Mahafaly.